# 間岳
35°38′46″N 138°13′42″E / 35.64611°N 138.22833°E

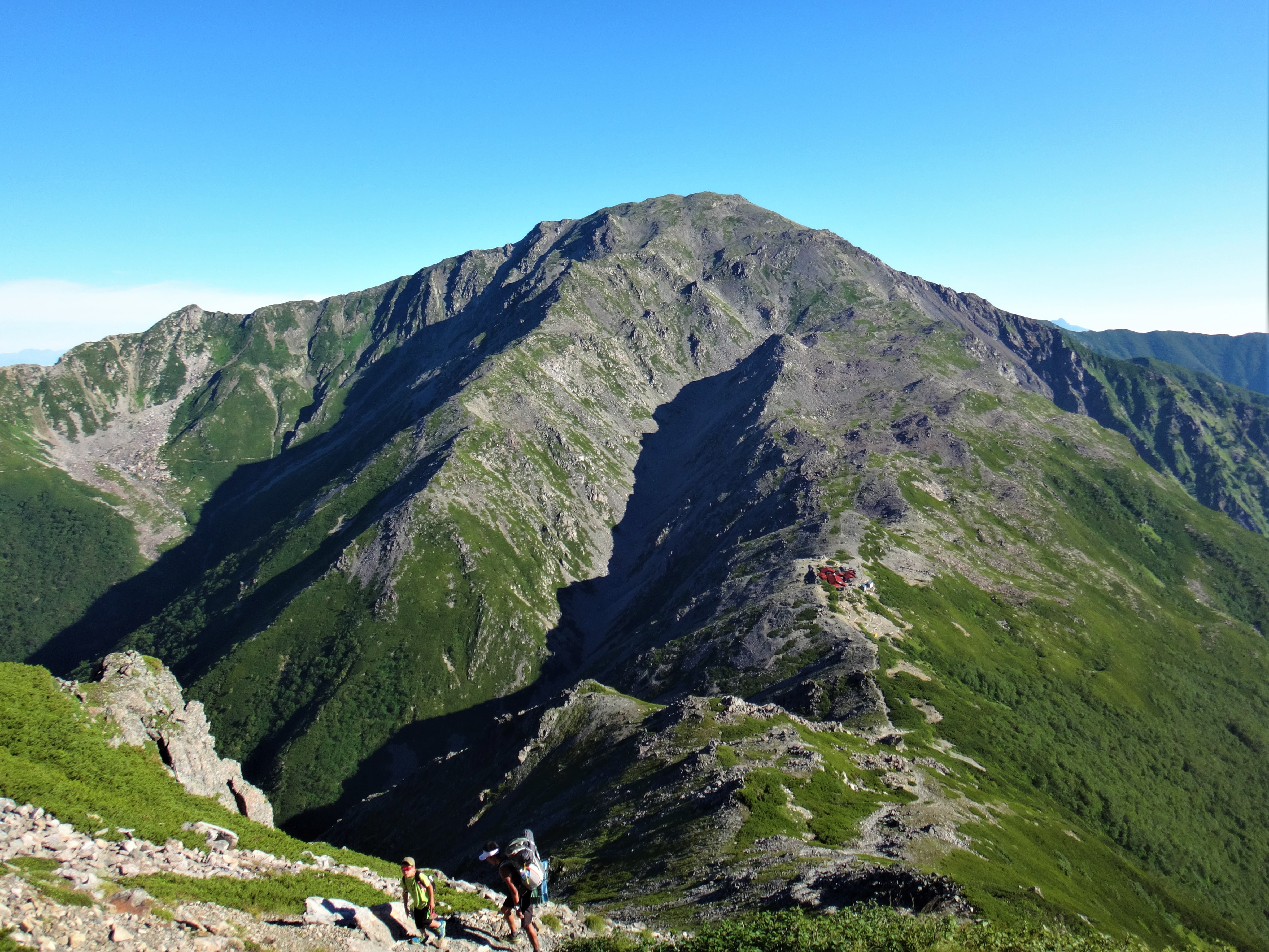
從西濃鳥岳望向間岳

間岳（日语：間ノ岳）是位在日本赤石山脈北部的山。標高3190公尺。它是日本百名山之一，也是日本第四高峰，赤石山脈第二高峰。

## 外部連結
- 维基共享资源上的相關多媒體資源：間岳